# Hirtzfelden
Hirtzfelden é uma comuna francesa na região administrativa de Grande Leste, no departamento Alto Reno. Estende-se por uma área de 22,32 km². Em 2010 a comuna tinha 1 298 habitantes (densidade: 58,2 hab./km²).